# لیستر (جورجیا)
لیستر (به انگلیسی: Lester) یک منطقهٔ مسکونی در ایالات متحده آمریکا است که در شهرستان میچل، جورجیا واقع شده‌است.